# Anthocorinae
Sous-famille
Les Anthocorinae sont une sous-famille d'insectes hémiptères hétéroptères (punaises) de la famille des Anthocoridae.

## Liste des tribus
Selon BioLib (16 février 2023) :
- Almeidini Carayon, 1972
- Anthocorini Fieber, 1837
- Blaptopstethini Carayon, 1972
- Cardiastethini Carayon, 1972
- Oriini Carayon, 1955
- Scolopini Carayon, 1954
- Xylocorini Carayon, 1972

+ genre non classé : Crytosternum Fieber, 1860